# 雅各布·乌内·拉松
雅各布·尤尼·拉爾森（瑞典語：Jacob Une Larsson；1994年4月8日—）是一位瑞典足球運動員。在場上的位置是後衛。現在被瑞典足球超級聯賽球隊佐加頓斯體育會足球隊外借至希臘足球超級聯賽球隊帕納托利克斯足球俱樂部。